# Eoleucodon pacificus
Eoleucodon pacificus là một loài Rêu trong họ Leucodontaceae. Loài này được (Schimp. ex Besch.) H.A. Mill. & H. Whittier mô tả khoa học đầu tiên năm 1978.